# Ле Мул
Ле Мул (фр. Le Moule) град је у Француској, у департману Гваделуп.
По подацима из 1999. године број становника у месту је био 20.827.

## Демографија
| 1999.  | 2011.  |
| ------ | ------ |
| 20.827 | 22.533 |